# دیگو مارکیک
دیگو مارکیک (انگلیسی: Diego Markic؛ زادهٔ ۹ ژانویه ۱۹۷۷) بازیکن فوتبال اهل آرژانتین است.
از باشگاه‌هایی که در آن بازی کرده‌است می‌توان به باشگاه فوتبال باری و باشگاه فوتبال آرژانتینوس جونیورز اشاره کرد.